# Autódromo Rosendo Hernández

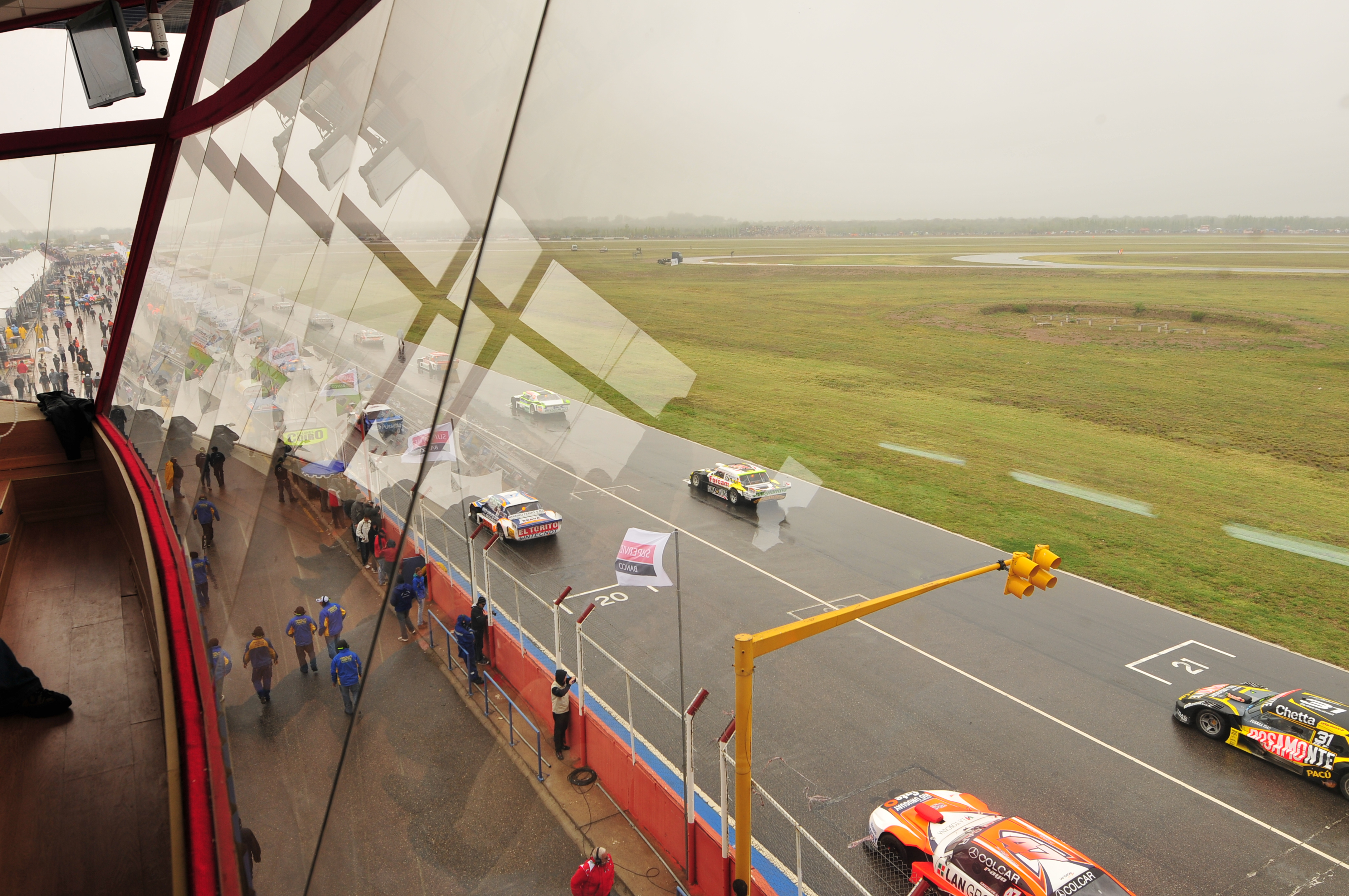
El Rosendo Hernández desde la Cabina de Control.

El Autódromo Rosendo Hernández es un autódromo ubicado cerca de la ciudad de San Luis, Provincia de San Luis, Argentina.
El circuito pertenece al Auto Moto Club San Luis y fue reinaugurado en el año 2007 con una carrera de Turismo Carretera, en una variante de 4500 metros de extensión.
Es escenario habitual de carreras de Turismo Carretera y TC2000. El circuito se encuentra próximo al Circuito de Potrero de los Funes, donde en 2008 corrió el Campeonato FIA GT y el recientemente inaugurado el 11 de mayo de 2017 en el Complejo de la Pedrera, en Autódromo José Carlos Bassi, disputándose el Turismo Carretera al día siguiente.
El Rosendo Hernández recibió el Campeonato Mundial de Rallycross en 2014, donde triunfó el campeón Petter Solberg.

## Listado de Ganadores

### TC2000
| Fecha                   | Piloto             | Automóvil           |
| ----------------------- | ------------------ | ------------------- |
| 2 de marzo de 2003      | Norberto Fontana   | Toyota Corolla VIII |
| 2 de noviembre de 2003  | Omar Martínez      | Toyota Corolla VIII |
| 20 de junio de 2004     | Christian Ledesma  | Chevrolet Astra II  |
| 13 de noviembre de 2005 | Martín Basso       | Honda Civic VII     |
| 2 de diciembre de 2007  | Matías Rossi       | Chevrolet Astra II  |
| 10 de octubre de 2015   | Mario Gerbaldo     | Ford Focus III      |
| 11 de octubre de 2015   | Bruno Armellini    | Peugeot 408         |
| 6 de agosto de 2017     | Hannah Abdallah    | Peugeot 408         |
| 6 de agosto de 2017     | Marcelo Ciarrocchi | Fiat Linea          |

### Turismo Carretera
| Fecha                    | Piloto            | Automóvil       |
| ------------------------ | ----------------- | --------------- |
| 20 de abril de 2003      | Omar Martínez     | Ford Falcon     |
| 18 de marzo de 2007      | Patricio Di Palma | Torino Cherokee |
| 30 de septiembre de 2007 | Christian Ledesma | Chevrolet Chevy |
| 6 de abril de 2008       | Juan Manuel Silva | Ford Falcon     |
| 6 de abril de 2008       | Juan Manuel Silva | Ford Falcon     |
| 14 de septiembre de 2008 | Emanuel Moriatis  | Ford Falcon     |
| 1 de noviembre de 2009   | José María López  | Torino Cherokee |
| 27 de marzo de 2011      | Matías Rossi      | Chevrolet Chevy |
| 7 de octubre de 2012     | Matías Rossi      | Chevrolet Chevy |
| 29 de septiembre de 2013 | Diego Aventín     | Ford Falcon     |
| 21 de septiembre de 2014 | Matías Rossi      | Chevrolet Chevy |
| 20 de septiembre de 2015 | Leonel Pernía     | Chevrolet Chevy |
| 11 de septiembre de 2016 | Matías Rossi      | Chevrolet Chevy |
| 1 de abril de 2018       | Leonel Pernía     | Torino Cherokee |
| 14 de abril de 2019      | Santiago Mangoni  | Chevrolet Chevy |
| 3 de octubre de 2021     | Mariano Werner    | Ford Falcon     |
| 18 de septiembre de 2022 | Mariano Werner    | Ford Falcon     |

### Súper TC2000
| Fecha                   | Piloto            | Automóvil      |
| ----------------------- | ----------------- | -------------- |
| 26 de julio de 2015     | Esteban Guerrieri | Toyota Corolla |
| 20 de diciembre de 2015 | Néstor Girolami   | Peugeot 408    |